# 納濟爾納
48°31′39″N 25°12′36″E / 48.52750°N 25.21000°E
納濟爾納（烏克蘭語：Назірна），是烏克蘭的村落，位於該國西部伊萬諾-弗蘭科夫斯克州，由科洛梅亞區負責管轄，面積2.74平方公里，2001年人口385，人口密度每平方公里140.5人。